# Алехнович Євген Антонович
Євген Антонович Алехнович (25 (11) грудня 1920 — 13 січня 1945) — радянський військовий льотчик-штурмовик часів Другої світової війни, гвардії старший лейтенант. Герой Радянського Союзу (1945).

## Життєпис
Народився в селі Троїцько-Харцизьк, нині — селище міського типу Харцизької міської ради Донецької області, в родині селянина Георгія Мойсейовича Бірюкова. Здобув середню освіту.
До лав РСЧА призваний у 1940 році Харцизьким РВК Сталінської області. У 1943 році закінчив Ворошиловградську військову авіаційну школу. Член ВКП(б) з 1943 року.
Учасник німецько-радянської війни з липня 1943 року. Воював на Калінінському, Воронезькому, Степовому, 2-му та 1-му Українському фронтах. Пройшов шлях від льотчика до заступника командира ескадрильї 66-го (140-го гвардійського) штурмового авіаційного полку 266-ї (8-ї гвардійської) штурмової авіаційної дивізії 1-го (1-го гвардійського) штурмового авіаційного корпусу, згодом — командир ескадрильї 142-го гвардійського штурмового авіаційного полку тієї ж дивізії.
До 13 січня 1945 року на літакові Іл-2 здійснив 165 успішних бойових вильотів на знищення живої сили і техніки ворога. У повітряних боях екіпажем його літака було збито 4 літаки супротивника.
13 січня 1945 року не повернувся з бойового завдання в районі села Умяновиці (Піньчовський повіт, Свентокшиське воєводство, Польща).

## Нагороди
Указом Президії Верховної Ради СРСР від 27 червня 1945 року «за зразкове виконання бойових завдань командування на фронті боротьби з німецькими загарбниками та виявлені при цьому відвагу і героїзм», гвардії старшому лейтенантові Алехновичу Євгену Антоновичу присвоєне звання Героя Радянського Союзу (посмертно).
Також нагороджений орденом Леніна (27.06.1945), двома орденами Червоного Прапора (07.12.1943, 17.08.1944), орденами Вітчизняної війни 1-го ступеня (30.08.1943) і Червоної Зірки (03.04.1944).

## Вшанування пам'яті
Ім'ям Євгена Алехновича названо вулиці у містах Зугрес і Харцизьк Донецької області..